# Xiao Hong
Xiao Hong, Qiao Yin ou Zhang Naiying (Heilongjiang, 2 de junho de 1911-Hong Kong, 22 de janeiro de 1942) foi uma escritora chinesa.

## Vida
Xiao Hong frequentou uma escola de meninas em Harbin em 1927, onde teve contato com as ideias do Movimento Quatro de Maio. Em 1930 ela fugiu para Pequim para evitar um casamento planejado. Foi seguida por seu noivo, Wang Dianjia que após engravidá-la a abandona em um hotel em Harbin sem pagar as despesas. Xiao Hong procurou então a editora do jornal local em busca de ajuda, onde conheceu o editor do jornal, Xiao Jun. Eles começaram então a viver juntos. Foi durante esse período que Xiao Hong começou a escrever. Em 1933 escreveu seus primeiros contos e junto com Xiao Jun publicaram a coletânea, Bashe (Arduous Journey).
Em junho de 1934, o casal mudou-se para Qingdao, onde depois de três meses Xiao Hong escreveu um romance intitulado Sheng si Chang. O livro é um relato da vida de várias mulheres camponesas e uma das primeiras obras literárias a refletir a vida sob o domínio japonês. Em seu prefácio, Lu Xun declarou a obra "uma observação meticulosa de uma escritora e uma escrita extraordinária". Em outubro, o casal se mudou novamente, desta vez para a concessão francesa de Xangai. Com a ajuda de Lu Xun, Sheng si Chang foi publicado em 1935 pela Rongguang Publishing House de Xangai, trazendo reconhecimento para Xiao Hong entre o círculo literário modernista. Na época, Lu Xun declarou que Xiao Hong um dia superaria Ding Ling como a escritora mais famosa da China.
No mesmo ano, Xiao Hong e Xiao Jun completaram uma coleção de ensaios autobiográficos intitulada Market Street, nomeada em homenagem à rua em que o casal vivia em Harbin. Entre 1935 e 1936 Xiao Hong escreveu contos e ensaios, mais tarde reunidos nos livros Shangshi Jie, Qiao e Niuche Shang. Em 1936 Xiao Hong mudou-se para Tóquio, onde escreveu um longo conjunto de poemas intitulado Sand Grains.
Em 1938, enquanto morava em Xi'an como parte do Grupo de Serviço da Northwestern Combat Zone, ela terminou seu relacionamento com Xiao Jun e mais tarde se casou com o escritor Duanmu Hongliang em Wuhan. Em janeiro de 1940, o casal recém-casado viajou de Chongqing para Hong Kong, onde residiu em Tsim Sha Tsui, em Kowloon. Suas lembranças de Lu Xun intitulada Lu Xun Xiansheng, foi publicada no mesmo ano, juntamente com o primeiro volume de uma trilogia planejada, Ma Bole, satirizando a guerra e o patriotismo da época. Em Hong Kong, Xiao Hong escreveu seu romance de maior sucesso, Hulanhe zhuan, baseado em suas memórias de infância.
Xiao Hong morreu durante o caos provocado pela guerra de Hong Kong no hospital temporário do St. Stephen's Girls College em 22 de janeiro de 1942 e foi enterrada ao entardecer no dia 25 de janeiro de 1942 em Repulse Bay, em Hong Kong. Seu túmulo foi transferido para Guangzhou em 1957.

## Na mídia
Em 2014 sua biografia foi retratada no filme The Golden Era.

## Publicações
- Bashe (跋涉, Arduous Journey), com Xiao Jun, 1933.
- Sheng si chang (生死場, The Field of Life and Death), 1935.
- Huiyi Lu Xun Xiansheng (回憶魯迅先生, Memories of Mr. Lu Xun), 1940.
- Ma Bole (馬伯樂), 1940.
- Hulanhe zhuan (呼蘭河傳, Tales of Hulan River), 1942.